# Xipitsino
Xipitsino (en rus: Шипицыно) és un poble del krai de Perm, a Rússia, que forma part del raion de Gaini. El 2010 tenia 15 habitants.